# 비밀의 화원
《비밀의 화원(The Secret Garden)》은 1909년 출판된 영국 출신 미국작가인 프랜시스 버넷의 동화이다. 인도에서 살던 영국인 소녀 메리 레녹스가 부모의 죽음을 계기로 영국 요크셔의 귀족인 고모부댁에서 살게 되면서 벌어진 사건들을 담았다. 책의 제목이기도 한 '비밀의 화원'은 고모부가 부인과 사별한 뒤 버려둔 화원을 가리킨다. 메리는 정원사 벤 할아버지와 친구 디콘의 도움을 받아서 버려진 화원을 아름다운 화원으로 만들고, 이를 계기로 아들 콜린의 병약함, 부인의 사별 등으로 절망한 고모부 때문에 침울하기 이를 데 없던 집안이 행복을 되찾는다는 것이 주 줄거리이다. 요크셔의 아름다운 자연과 주민들의 순수함에 대한 묘사가 일품이다. 또한 메리의 친구인 디콘이 다람쥐와 놀 정도로 자연을 사랑하는 순수한 모습은 작품의 매력 중 하나이다. 한국에서는 공경희가 요크셔 사람들의 순박함을 강조하는 방향으로 번역하였다. 다수의 영화, 애니메이션 등으로도 만들어졌다.

## 줄거리
10살 소녀 메리 레녹스는 부유한 영국 부모님과 함께 인도에서 살고 있었다. 그러나 부모님이 전염병으로 세상을 떠나자, 메리는 영국 요크셔에 있는 고모부 크레이븐의 집에서 살게 된다. 
새로운 환경에 적응하기 어려운 메리는 넓은 집과 사람들, 그리고 특히 겨울철에 회색으로 메말라 보이는 황무지를 가장 싫어했다.
그러던 중, 메리는 하녀 마사, 정원사 벤 노인, 그리고 사람을 두려워하지 않는 유럽 울새와 친구가 된다. 특히 마사는 메리에게 줄넘기를 가르쳐 주어 그녀의 건강을 회복하는 데 도움을 준다. 
어느 날, 메리는 우연히 돌아가신 고모가 돌보던 정원을 발견하게 된다. 하지만 고모가 세상을 떠난 후 폐쇄되어 엉망이 된 비밀의 화원을 붉은 가슴 울새의 도움으로 찾아낸다. 
호기심이 생긴 메리는 하녀 마사의 동생인 디콘과 함께 고모부가 준 용돈으로 꽃씨를 사서 심고 덩굴을 제거하며 정원을 가꾸기 시작한다. 
덕분에 화원은 점차 예전의 아름다움을 되찾아간다. 또한, 자신이 꼽추가 될 것이라고 믿고 건강이 나빠 집에만 갇혀 있던 콜린을 우연히 발견하여 그가 건강해지고 걸을 수 있도록 도와준다. 그리고 조카와 아들에게 무관심했던 크레이븐은 아들이 정원에서 활발하게 노는 모습을 보고 감동하게 된다.

## 파생 작품

### 영화
- 비밀의 화원(The Secret Garden, 1987) : TV 영화

영화에서는 내용을 추가하여, 디콘은 전쟁으로 죽지만, 멋진 청년 장교로 자란 콜린이 비밀의 화원에서 메리와 키스를 나누는 행복한 결말을 맺는다.
- 비밀의 화원(The Secret Garden, 1987) : 앨런 그린트 감독
- 비밀의 화원(The Secret Garden, 1994) : 아그네츠카 홀란드 감독

### 애니메이션
- 비밀의 화원(アニメひみつの花園, 1991)

### 뮤지컬
- 비밀의 화원(The Secret Garden, 1991)